# انسان بیدار (فیلم ۱۹۵۹)
انسان بیدار (به هندی: Insan Jaag Utha) یا بیدار شدن انسان (به انگلیسی: Mankind has awoken) فیلمی هندی محصول سال ۱۹۵۹ و به کارگردانی شاکتی سامانتا است. در این فیلم بازیگرانی همچون مدهوبالا، سونیل دات، نظیر حسین، بیپین گوپتا و مادان پوری ایفای نقش کرده‌اند.